# Client Twitter
I client Twitter sono software che permettono di aggiornare il proprio status sul servizio di social network e microblogging Twitter. Alcuni sono basati su Adobe AIR, altri usano dei programmi che accedono alle API di twitter per permettere l'aggiornamento dello status.
Oltre a software locali, alcuni siti si avvalgono delle API di Twitter per aggiornare il proprio status proponendosi come aggregatori o redistributori di contenuti.
Esistono anche dei client in grado di accedere a twitter da smartphone.

## Lista di client

### Desktop
- Cawbird (fork di Corebird)
- Gwibber
- HootSuite
- Pino
- Seesmic
- TweetDeck
- Tweetie
- Twhirl
- Twitter for Mac

### Web
- FriendFeed: consente di sincronizzare i messaggi di Twitter e permette il crossposting su Twitter
- Facebook
- Bitly: consente il crossposting su twitter, integrando con il proprio servizio di url shorting
- Meemi (consente solo il crossposting su twitter, non automatizzato)
- twitterfeed
- cotweet
- Hootsuite: uno dei client pure-web più avanzati: consente pieno controllo di Twitter e anche di altri protocolli sociali (Facebook, MySpace, LinkedIn)

### Mobile
- gravity
- Snaptu
- Tweetie
- Seesmic
- Echofon
- Hootsuite
- Twitty (via SMS)